# کاکایی پازرد آمریکایی
کاکایی پازرد آمریکایی (نام علمی: Larus livens) نام یک گونه از سرده کاکایی است.